# Farmacias Saas
Farmacias Saas es una cadena de farmacias de autoservicio de Venezuela que tiene su sede en la ciudad de Maracaibo, hace parte del grupo COBECA, líderes en la nación en el ramo de droguerías y afines así como una de las principales empresas del estado Zulia.

## Historia
La Organización Comercial Belloso fue constituida en el año 1908 con la adquisición de una pequeña botica. A partir de ese momento inicia un exitoso proceso de crecimiento que no se ha detenido hasta el día de hoy. 
En 1986 se inaugura en el occidente del país la cadena Farmacia SAAS, pionera en el desarrollo del concepto de Autoservicio, hasta entonces no era algo aplicado en Venezuela. Aunque fue en 1999 cuando fue ofrecida a clientes de Cobeca como una franquicia.
Farmacias Saas funciona bajo modalidad de franquicia, lo que ha facilitado su crecimiento en el territorio nacional hasta convertirse en la mayor cadena del país por número de farmacias y la que se encuentra mejor distribuida, con un total de más de 180 farmacias en 77 ciudades de 21 estados de Venezuela y más de 6.000 trabajadores.
Sus principales competidores son las cadenas de farmacias Locatel, Farmatodo y Farmahorro. Tiene como cadena hermana a las mini-farmacias Botiqueria, que fue iniciada a finales del 2006.